# Ulica Krakowska w Tarnowie
Ulica Krakowska – jedna z głównych ulic Tarnowa, droga wylotowa w stronę Krakowa. Rozpoczyna się na obrzeżach Starego Miasta i biegnie na południowy zachód aż do granicy miasta, jej przedłużenie stanowi droga krajowa nr 94 w stronę Krakowa.
Na odcinku od skrzyżowania z ul. Batorego do skrzyżowania z ul. Nowy Świat (ok. 200 m) ulica Krakowska jest jednokierunkowa (w kierunku Starówki). Część ulicy od początku do skrzyżowania z ul. Bema znajduje się w strefie zamieszkania.

## Historia

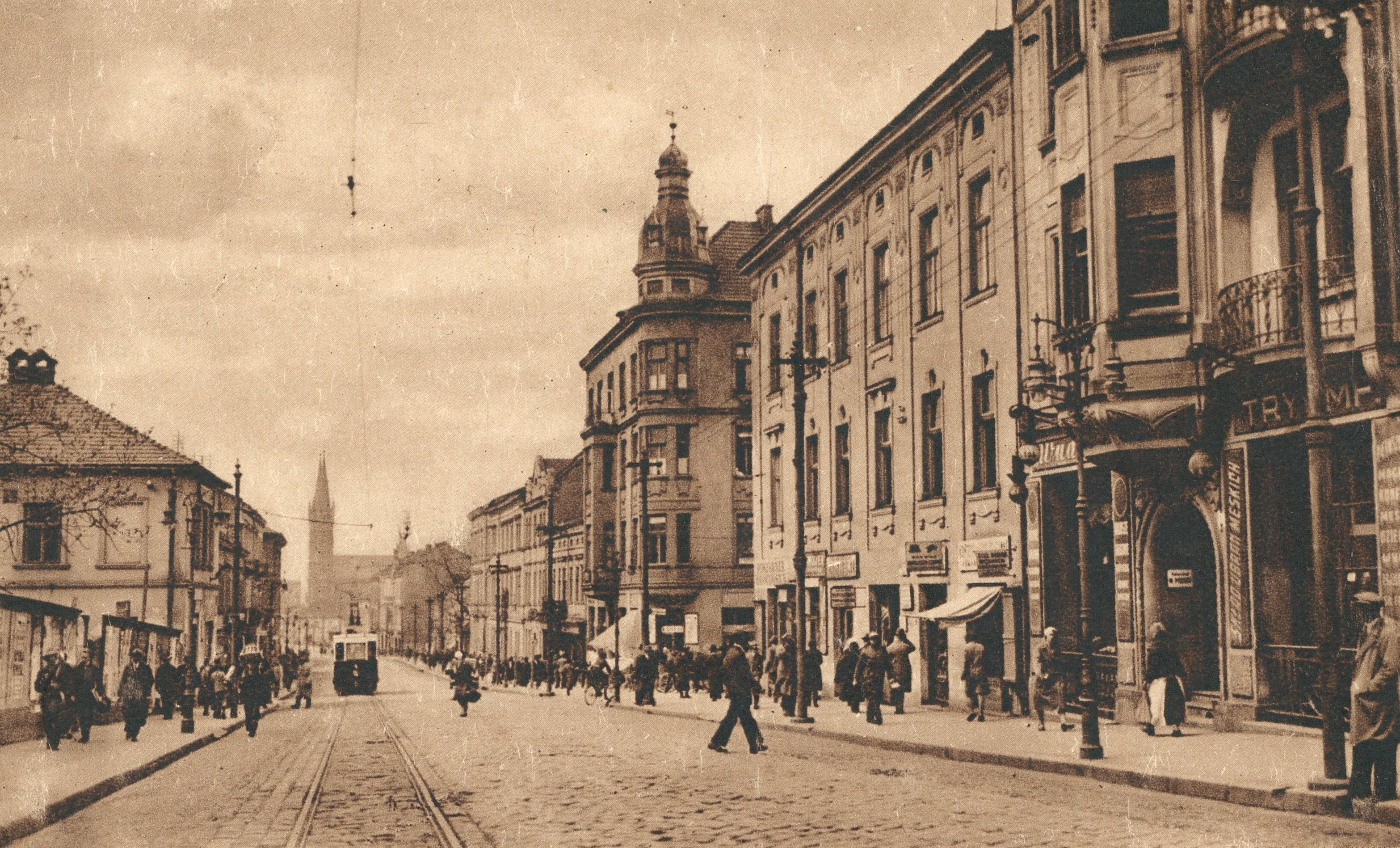
Ul. Krakowska, ~ 1927-1936

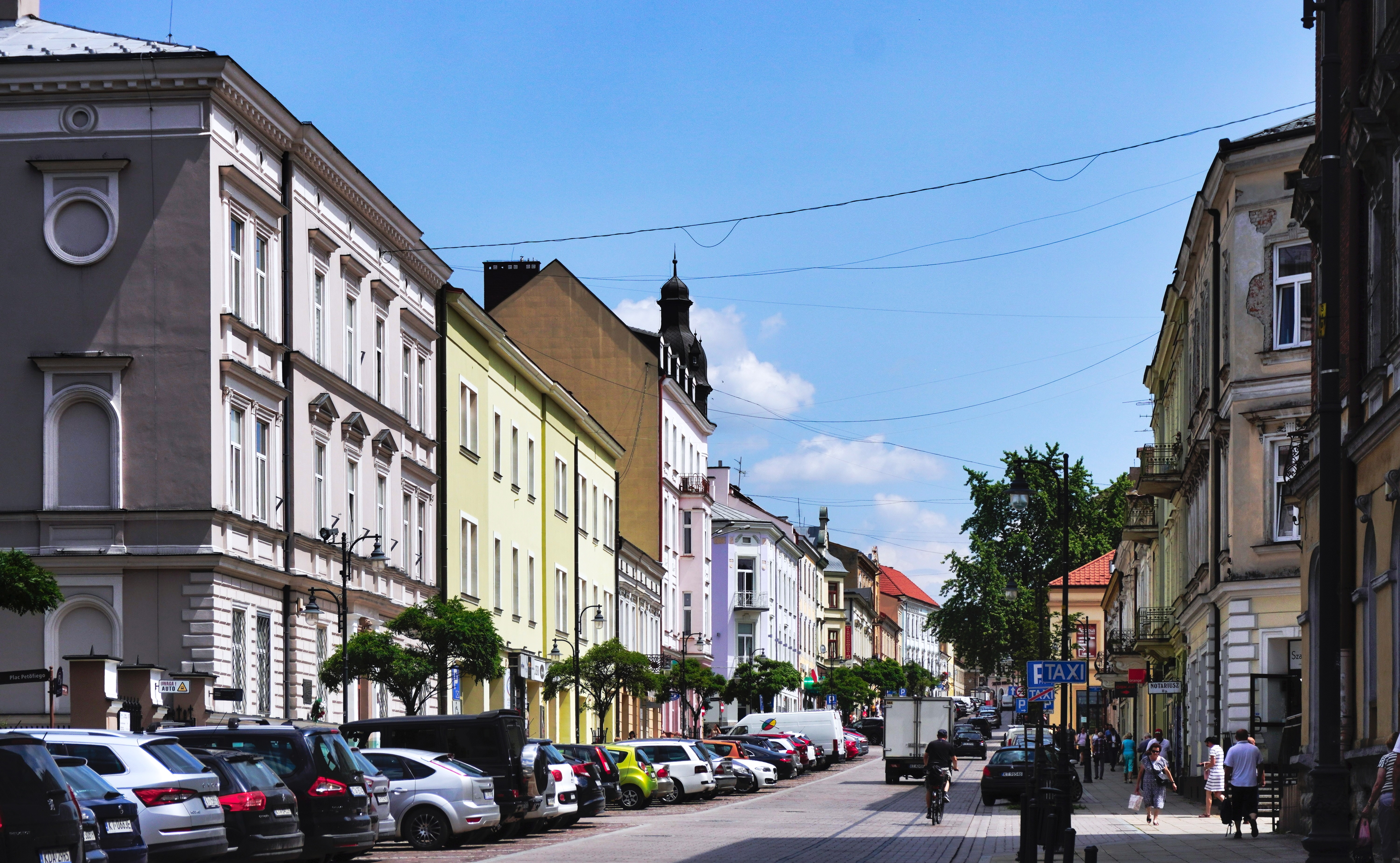
Widok od skrzyżowania z ul. Kaczkowskiego na północny wschód

Wytyczona została w latach 1784−85 przez inż. Jana Grossa jako część trasy ze Śląska do Lwowa, tzw. „szosy śląskiej". Przez wiele lat stanowiła główny ciąg komunikacyjny miasta oraz centrum życia społecznego i gospodarczego. W XIX wieku, w okresie gwałtownego rozwoju miasta, przy ul. Krakowskiej lokowano najważniejsze urzędy i instytucje. W latach 1911−1942 ulicą przebiegała linia tramwajowa zlikwidowana przez okupacyjne władze niemieckie. Przed oddaniem do użytku obwodnicy Tarnowa w 1997 roku ulica Krakowska, na odcinku od zachodniej granicy miasta do skrzyżowania z ulicą Narutowicza, pokrywała się z przecinającą wówczas miasto drogą krajową nr 4. 
W 1917 roku ulicę przemianowano na Aleję Niepodległości, nazwa ta nie przyjęła się. W okresie okupacji niemieckiej nosiła nazwę Adolf Hitler Strasse.

## Obiekty i instytucje

### Zabytki

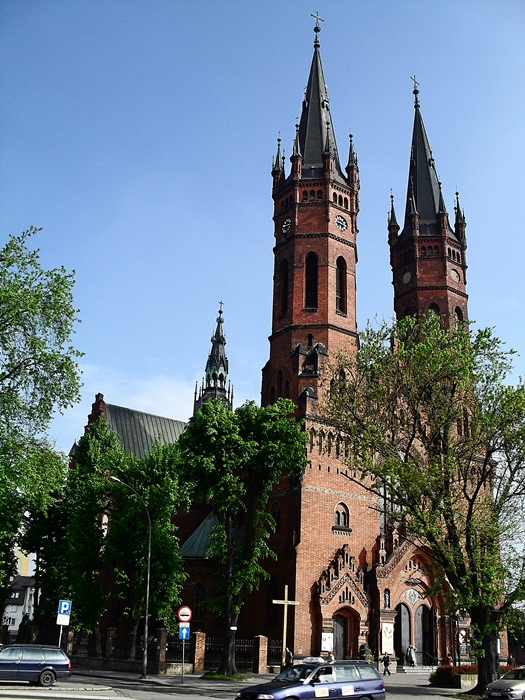
Kościół św. Rodziny

Przy ul. Krakowskiej zlokalizowane są następujące historyczne obiekty:
- kamienica mieszkalna z oficynami (ul. Krakowska 2), wybudowana w drugiej połowie XIX wieku, wpisana do rejestru zabytków 9 grudnia 1977 (nr rej.: A-135);
- kamienica mieszkalna z dwiema oficynami (ul. Krakowska 8), wybudowana w drugiej połowie XIX wieku, wpisana do rejestru zabytków 3 października 1994 (nr rej.: A-380);
- dom z budynkiem restauracji (ul. Krakowska 9), wzniesiony w latach 1904−1906 wraz z gmachem hotelu "Bristol" (ul. Nowy Świat 3); obiekty wpisano do rejestru zabytków 7 maja 1998 (nr rej.: A-415);
- zespół dworku − obecnie Muzeum Etnograficzne w Tarnowie (ul. Krakowska 10), wzniesiony na przełomie XVIII i XIX wieku, wpisany do rejestru zabytków 17 sierpnia 1980 (nr rej.: A-221), obejmujący: murowano-drewniany budynek dworku, drewniany spichlerz i ogród.
- kościół św. Rodziny  wraz z plebanią (ul. Krakowska 41), wybudowany w latach 1904−1906, wpisany do rejestru zabytków 19 października 1988 (nr rej.: A-319).